# Jonathan Ogden
Jonathan Phillip Ogden (Washington D. C., 31 de julio de 1974) es un exjugador de fútbol americano estadounidense que jugó en la posición de tackle ofensivo toda su carrera con los Baltimore Ravens de la National Football League (NFL), jugó al fútbol americano universitario en la Universidad de California en Los Ángeles (UCLA) donde fue All-American.
Fue drafteado por los Baltimore Ravens en el cuarto puesto en general en el Draft de la NFL de 1996. Fue 11 veces seleccionado al Pro Bowl y nueve veces All-Pro. Ogden ganó el Super Bowl XXXV con los Ravens en 2001.
El 2 de febrero de 2013, Ogden fue elegido miembro del Salón de la Fama del Fútbol Americano Profesional, el primer miembro en pasar toda su carrera en los Baltimore Ravens. Fue incluido en el Salón de la fama del fútbol americano universitario en 2012. También es miembro del Anillo de la Fama de los Baltimore Ravens y del Salón Deportivo de la Fama de la UCLA.

## Primeros años
Ogden nació en Washington, D.C. Recibió su educación en la Escuela St. Albans en Washington, sobresaliendo no solo en el fútbol americano sino también en el atletismo. Era All-American de secundaria tanto en fútbol como en atletismo. Tuvo los mejores lanzamientos de la escuela secundaria de 19.23 metros (63.09 pies) en el lanzamiento de bala y 56.73 metros (186.12 pies) en el lanzamiento de disco.

## Carrera Universitaria
Ogden decidió asistir a la Universidad de California, Los Ángeles (UCLA) en lugar de a la Universidad de Florida porque los entrenadores de fútbol de los Bruins le dejarían participar en atletismo. Como estudiante de segundo año, ayudó a que UCLA llegue al Campeonato Pac-10 de 1993 y el Rose Bowl. Más tarde ganó el Campeonato masculino de pista y campo cubierto de la División I de la NCAA  de 1996 en el lanzamiento de bala, con una mejor marca personal de 19,42 metros. Ogden tuvo una carrera sobresaliente con el equipo de fútbol americano de Bruins, comenzando como tackle izquierdo durante cuatro años. En 23 juegos durante sus años junior y senior, permitió solo dos capturas. En 1995, Ogden recibió el Trofeo Outland y el Trofeo Morris, fue el tackleador ofensivo del año de la UPI y fue un unánime All-American. El padre de Ogden, un banquero de inversiones, le dijo a su hijo que aceptara la decisión de la UCLA de trasladarlo de tackle derecho a izquierdo.
La camiseta de Ogden fue retirada por la UCLA, convirtiéndolo en el octavo jugador en la historia de la universidad en recibir ese honor. Fue incluido en el Salón de la Fama del Atletismo de la UCLA en 2006. El 5 de diciembre, fue consagrado en el Salón de la Fama del Fútbol Americano Universitario.

## Carrera profesional
Durante el Draft de la NFL de 1996, Ogden fue seleccionado por los Baltimore Ravens en la primera ronda con la cuarta elección general, la primera selección del draft hecha por los Ravens en su historia. Ozzie Newsome quería seleccionar a Ogden pero el dueño, Art Modell quería seleccionar a Lawrence Phillips. Phillips jugó en 3 temporadas de la NFL y corrió para un total de yardas en su carrera de 1,453.
Fue nombrado cuatro veces All-Pro y 11 veces Pro Bowler como tackle izquierdo, yendo a Hawái en cada temporada, excepto en su año de novato. Durante su carrera, Ogden atrapó dos pases, ambos para una yarda y ambos para touchdowns. También recuperó 10 fumbles y registró 10 tackles. Ogden también ganó una reputación por sonreír. "Se ríe", bromeó el exjugador de los New York Giants el DE Michael Strahan. "Lo ves, piensas para ti mismo que este tipo no es lo suficientemente malo como para manejar a los tipos malos de la NFL. Jonathan te arrancaría las extremidades y él sonreiría ... y agitaría tu brazo frente a ti. " Ogden también arrojó su casco frustrado varias veces. Es ampliamente considerado como uno de los mejores tackles que hubo en la NFL.
En 2001, Ogden ganó un anillo del Super Bowl con los Ravens cuando derrotaron a los New York Giants 34–7 en el Super Bowl XXXV. Ogden anunció su retiro el 12 de junio de 2008 después de una carrera que abarcó 12 temporadas, todas con Baltimore. Su retiro dejó a Ray Lewis y Matt Stover como los últimos Ravens restantes de la temporada inaugural del equipo en Baltimore. Con sus  6'9 " de altura, equivalentes a 206 centímetros, Ogden estaba empatado con su compañero Raven Jared Gaither y el tackle de los Bengals Dennis Roland como el jugador más alto de la NFL al final de su carrera como jugador.
Ogden se desempeñó como capitán honorario de los Ravens en el Super Bowl XLVII, que vio a su antiguo equipo ganar su segundo super bowl.

## Vida privada
Ogden se casó con Kema Hunt en 2004. La pareja reside en Las Vegas. Fundó la Fundación Jonathan Ogden para beneficiar a las escuelas del centro de la ciudad y ayudar a los estudiantes atletas a asumir la responsabilidad de su futuro a través de las lecciones aprendidas en el campo de juego, en el aula y en sus comunidades locales.
El 1 de mayo de 2000, Ogden apareció en WWE Raw junto con miembros de los Baltimore Ravens e intentó ganar el WWE Hardcore Championship de Crash Holly después de que Holly fue atacado por Steve Blackman, pero no tuvo éxito. En septiembre de 2009, Ogden fue seleccionado para el Equipo de la Década de la Revista Sporting News (2000). En 2010, fue colocado en el puesto 72 de la lista de los 100 mejores jugadores de la NFL. Estuvo presente durante la reunión del Super Bowl XXXV  de los Ravens en 2010.
Ogden ha protagonizado comerciales para Apple Ford, un concesionario en Columbia, Maryland, y durante su carrera como jugador, apareció en anuncios de televisión para GEBCO, una compañía local de seguros de automóviles. También apareció en un anuncio de 2012 con la alcaldesa de Baltimore, Stephanie Rawlings-Blake, en apoyo de la "Pregunta 7 de Maryland". La medida expandió el juego en el estado.